# Apollo 3
Apollo 3 é uma banda alemã formada pelos garotos Henry Horn (25 de junho de 1997), Marvin Schlatter (25 de agosto de 1996) e Dario Flick (5 de janeiro de 1997) que se conhecerem em Colônia.
O single Superhelden do álbum début Apollo 3 foi escolhido como banda sonora do filme alemão de 2009 "Vorstadtkrokodile". O álbum alcançou em maio de 2009, o segundo lugar no Newcomer-Charts da Media Control Charts, a principal parada musical da Alemanha.

## Discografia

### Álbuns
| 2009 | Apollo 3 (Self-titled) | 33 | − | − |
| 2010 | 2010 (Zweitausendzehn) | -  | − | − |

### Singles
| 2009 | Superhelden | Apollo 3 (Self-titled) | 35 | − | − |
| 2009 | Startschuss | Apollo 3 (Self-titled) | 84 | − | − |
| 2009 | Adrenalin   | Apollo 3 (Self-titled) | 84 | − | − |
| 2009 | Böse        | Apollo 3 (Self-titled) | 84 | − | − |
| 2009 | Warum       | Apollo 3 (Self-titled) | 84 | − | − |
| 2010 | Diabolisch  | 2010 (Zweitausendzehn) | -  | − | − |
| 2010 | Chaos       | 2010 (Zweitausendzehn) | -  | − | − |

### Outros
- Trilha sonora do filme alemão de 2009 Vorstadtkrokodile 2, com a música Superhelden
- Trilha sonora do filme alemão de 2010 Teufelskicker, com a música Diabolisch
- Henry, Dario e Marvin atuam no filme Teufelskicker, nos papeis principais